# Babki Gąseckie
Babki Gąseckie (Duits: Babken; 1938-1945: Babeck) is een plaats in het Poolse woiwodschap Ermland-Mazurië, in het district Olecki. De plaats maakt deel uit van de stad- en landgemeente Olecko.